# Ken Carpenter

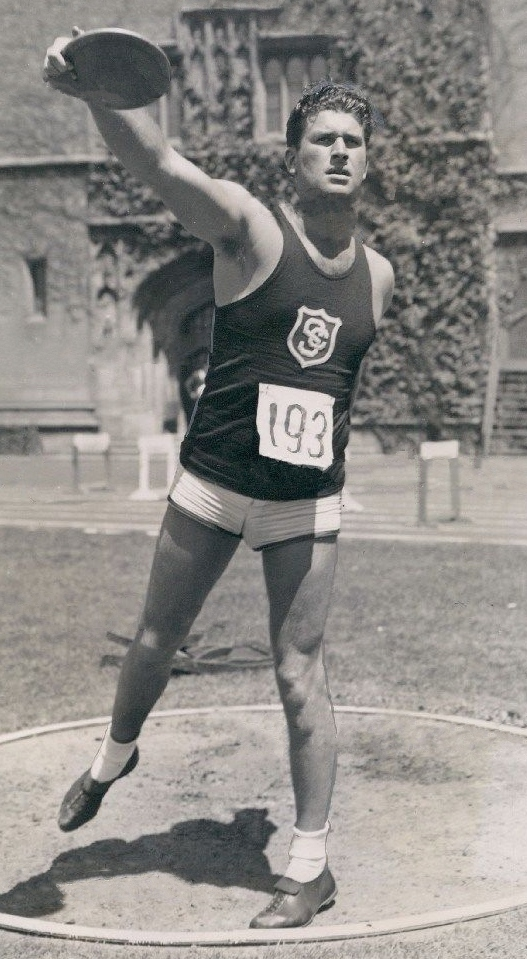
Ken Carpenter em 1936

William Kenneth "Ken" Carpenter (Compton, 19 de abril de 1913 – Buena Park, 5 de março de 1984) foi um atleta e campeão olímpico norte-americano.
Carpenter foi campeão olímpico do lançamento de disco em Berlim 1936 com uma marca de 50,48 metros, recorde olímpico. Atleta da Universidade do Sul da Califórnia, entre 1936 e 1940 foi o recordista norte-americano desta prova e venceu o campeonato da National Collegiate Athletic Association em 1935 e 1936.